# Clube Papai Noel
Clube Papai Noel foi um programa de rádio matinal de auditório apresentado todos os domingos pela Rádio Tupi de São Paulo e depois pela Rádio Difusora no bairro do Sumaré.
Foi ao ar entre as décadas de 1930 e 1940, mais precisamente em 1937, apresentado e dirigido por Homero Silva. Apresentavam-se crianças dentre as quais, posteriormente se tornaram profissionais como Hebe Camargo, Cely Campello, Alda Perdigão e Wilma Bentivegna.  